# Kim Kwe-ryong
Kim Kwe-ryong (17 de dezembro de 1979) é uma basquetebolista profissional sul-coreana.

## Carreira
Kim Kwe-ryong integrou a Seleção Sul-Coreana de Basquetebol Feminino em Pequim 2008, terminando na oitava posição.

## Títulos
- Jogos Asiáticos de 2002: 2º Lugar